# Franziskusbuschammer
Die Franziskusbuschammer (Arremon franciscanus) ist eine Singvogelart aus der Familie der Neuweltammern (Passerellidae). Die Art ist ein Endemit Brasiliens und bewohnt dort die durch dichtes Gebüsch geprägte Caatinga. Der Bestand ist aufgrund anhaltender Lebensraumzerstörung wahrscheinlich rückläufig, die Art wird von der IUCN daher als Art der Vorwarnliste (near threatened) eingestuft.

## Beschreibung
Die Körperlänge beträgt etwa 15 cm, die Flügellänge 68,7–74,0 mm und die Schnabellänge 14,0–14,6 mm. Die gesamte Oberseite einschließlich Flügeldecken, Bürzel und Schwanz ist gelblich olivgrün, am Flügelbug leuchtender gelboliv. Die Schwingen sind matt braun mit oliven Außenfahnen und weißen Säumen an den Innenfahnen. Die mittlere Brust, die Bauchmitte sowie die Unterschwanzdecken sind reinweiß, Flanken und Beinbefiederung zeigen einen gräulichen Ton. Die Brustseiten weisen am Flügelansatz einen auffallenden, ovalen schwarzen Fleck auf. Der mittlere Oberkopf ist gräulich, der lange Überaugenstreif weiß. Der übrige Kopf ist schwarz, des Weiteren zeigt die Art einen schwarzen Kinnfleck. Die Kehle ist reinweiß, der obere Hals gräulich. Die Iris ist braun. Der gelbe Schnabel zeigt einen kräftig schwarzen First. Die Beine und Füße sind blassrosa grau bis bräunlich grau.
Für die Erstbeschreibung lagen nur vier männliche Exemplare und ein Exemplar unbestimmten Geschlechts vor, Weibchen sind bisher nicht beschrieben.

## Verbreitung und Lebensraum

Verbreitungsgebiet (grün) der Franziskusbuschammer in Brasilien

Die Franziskusbuschammer ist ein Endemit Brasiliens und dort mit zahlreichen Einzelvorkommen in einem großen Gebiet im mittleren Bahia und im nördlichen Minas Gerais verbreitet. Die Art bewohnt die durch dichtes Gebüsch geprägte Caatinga, überwiegend in der Umgebung von kleinen, durch Bäume dominierten Bereichen.

## Etymologie und Forschungsgeschichte
Die Erstbeschreibung der Franziskusbuschammer erfolgte 1997 durch Marcos Raposo unter dem Namen Arremon franciscanus. Als Sammelort nannte er  Mocambinho in Minas Gerais an. 1816 führte Louis Pierre Vieillot die neue Gattung Arremon für die Schwarzring-Buschammer (Arremon taciturnus (Hermann, J 1783)) ein. Dieses Wort leitet sich von eitet sich von den griechischen »arrhēmōn, arrhēmonos αρρημων, αρρημονος« für »ruhig, sprachlos«  ab. Der Das Artname bezieht sich auf das Tal des Rio São Francisco.

## Gefährdung
Angaben zur Größe des Weltbestandes sind nicht verfügbar. Die Art scheint wenig häufig zu sein, in geeigneten Habitaten lokal auch recht häufig. Der Bestand ist aufgrund der Zerstörung und Übernutzung der Caatinga wahrscheinlich rückläufig, die Art wird von der IUCN daher als Art der Vorwarnliste („near threatened“) eingestuft.